# 岩孔街道
岩孔街道，是中华人民共和国贵州省毕节市金沙县下辖的一个街道办事处。
2013年6月24日，贵州省人民政府批复同意金沙县部分乡镇行政区划调整，以原岩孔镇14个村（社区）及原城关镇大水家属社区地域为岩孔街道行政区域，街道办事处驻云岩社区。
2019年8月8日，将岩孔街道的红兴社区、金民社区、光明社区、大水社区划归民光街道管辖。

## 行政区划
岩孔街道下辖以下地区：
窖酒厂家属社区、云岩社区、金白社区、东光村、板桥村、青风村、箐口村、绿竹村、箐河村、上山村、金龙村、安河村、永丰村、大水村和光明村。
2019年8月8日行政区划调整后，岩孔街道辖云岩社区、金白社区、上山社区、箐河社区、绿竹社区、东光社区、安河社区、箐口社区、金龙社区、青风社区、永丰社区、板桥社区。